# Нырковский сельский совет
Нырковский сельский совет (укр. Нирківська сільська рада) — входит в состав
Залещицкого района
Тернопольской области
Украины.
Административный центр сельского совета находится в 
с. Нырков.

## Населённые пункты совета
- с. Нырков
- с. Нагоряны